# Flaws
«Flaws» (с англ. — «Недостатки») — третий сингл британской группы Bastille с их дебютного студийного альбома Bad Blood, выпущенный в 2011 году на независимом лейбле Young and Lost Club. Позже сингл был переиздан на лейбле Virgin Records в цифровом формате 21 октября 2012 года с ремиксами и новым би-сайд-треком «Durban Skies», который занял 21-е место в UK Singles Chart. Сингл был выпущен в третий раз 3 марта 2014 года.

## Видеоклип
Было снято два музыкальных клипа на песню. Первый был выпущен на YouTube 12 сентября 2012 года общей продолжительностью три минуты и сорок одну секунду. Второй, выпущенный в 2014 году после переиздания сингла, демонстрирует выступления группы за 2013 год.

## Трек-лист
Digital download
1. «Flaws» — 3:37
2. «Durban Skies» — 4:11
3. «Flaws» (Cinematic’s In My Soul Remix) — 4:29
4. «Flaws» (Live from The Scala) — 3:45
5. «Flaws» (music video) — 3:41

## Чарты
| Чарт (2012-14)                               | Высшая позиция |
| -------------------------------------------- | -------------- |
| Бельгия/Фландрия (Ultratip Bubbling Under)   | 7              |
| Канада (Billboard Rock)                      | 32             |
| Шотландия (OCC Scotland)                     | 22             |
| Великобритания (OCC UK Singles)              | 21             |
| США (Billboard Bubbling Under Hot 100)       | 22             |
| США (Billboard Adult Alternative Songs)      | 16             |
| США (Billboard Alternative Airplay)          | 5              |
| США (Billboard Dance Club Songs)             | 24             |
| США (Billboard Hot Rock & Alternative Songs) | 14             |
| США (Billboard Rock & Alternative Airplay)   | 7              |

| Чарт (2014)                      | Позиция |
| -------------------------------- | ------- |
| US Alternative Songs (Billboard) | 28      |
| US Hot Rock Songs (Billboard)    | 55      |
| US Rock Airplay (Billboard)      | 39      |

## Сертификации
| Регион                                                                      | Сертификация | Продажи |
| --------------------------------------------------------------------------- | ------------ | ------- |
| Великобритания (BPI)                                                        | Золотой      | 400 000 |
| США (RIAA)                                                                  | Золотой      | 500 000 |
| Данные о продажах + прослушиваниях приведены только на основе сертификации. |              |         |